# Lluís Martínez Sistach
Lluís Martínez Sistach (ur. 29 kwietnia 1937 w Barcelonie) – hiszpański duchowny katolicki, arcybiskup Barcelony w latach 2004–2015, kardynał.

## Życiorys
Po maturze wstąpił w 1954 do wyższego seminarium diecezjalnego. Święcenia kapłańskie przyjął 17 września 1961. Od 1962 studiował prawo kanoniczne w Rzymie. W 1967 uzyskał tytuł doktora in utroque iure na Papieskim Uniwersytecie Laterańskim na podstawie pracy na temat prawa o stowarzyszeniach w Kościele.
Po powrocie do Barcelony pracował jako sekretarz trybunału kościelnego, a w 1973 został mianowany sędzią tegoż trybunału. Był też wykładowcą prawa kanonicznego na Wydziale Teologii w Barcelonie, następnie w salezjańskim Instytucie Teologii im. Martina Codolara.
W 1979 kard. Jubany mianował go wikariuszem generalnym Barcelony, powierzając mu specjalną funkcję koordynatora wszystkich instytucji kurii diecezjalnej. W 1987 powierzono mu koordynację trzech rad diecezjalnych – biskupiej, kapłańskiej i duszpasterskiej – oraz przewodniczenie komisji doradzającej w sprawach nominacji parafialnych. Został także mianowany członkiem rady konsultorów.
13 listopada 1987 otrzymał nominację na biskupa pomocniczego Barcelony (tyt. Aliezira); sakrę biskupią przyjął 27 grudnia tego samego roku w katedrze barcelońskiej.
W 1983 został prezesem hiszpańskiego stowarzyszenia kanonistów. 17 maja 1991 został mianowany biskupem Tortosy. Godność arcybiskupa Tarragony otrzymał 20 lutego 1997, zaś urząd objął 13 kwietnia 1997.
W 1996 został konsultorem Papieskiej Rady ds. Świeckich. Od 1990 do 2002 był przewodniczącym Komisji Prawnej Konferencji Episkopatu Hiszpanii. 16 grudnia 2002 został członkiem Papieskiej Rady ds. Tekstów Prawnych.
15 czerwca 2004 otrzymał nominację na arcybiskupią stolicę metropolitarną w Barcelonie, zaś 18 lipca 2004 kanonicznie objął urząd metropolity. Wybrany 8 marca 2005 na członka komitetu wykonawczego Konferencji Episkopatu Hiszpanii, był także członkiem Komisji Stałej tejże Konferencji. Jest wielkim kanclerzem Wydziału Filozofii i Wydziału Teologii Katalonii, a 8 lipca 2006 został członkiem Najwyższego Trybunału Sygnatury Apostolskiej.
Na konsystorzu, z nominacji Benedykta XVI, w dniu 24 listopada 2007 został włączony do grona kardynałów.
Brał udział w konklawe 2013, które wybrało papieża Franciszka. 6 listopada 2015 papież Franciszek przyjął jego rezygnację z pełnionego urzędu złożoną ze względu na wiek.
29 kwietnia 2017 roku skończył 80 lat i stracił prawo do udziału w konklawe.
Jest autorem licznych studiów prawniczych i opracowań.